# Врабие, Андрей
Андре́й Врабие (рум. Andrei Vrabie; 13 августа 1988, Гура-Галбеней, Молдова) — молдавский футболист, нападающий йыхвиского клуба «Феникс», но играет и на позиции полузащитника.

## Карьера
С 2006 по 2012 год играл в высшей лиге Молдовы за «Костулены». С 2012 по 2014 год играл в дивизионе Б за команды «Унгень» и «Чимишлия».
С сезона 2023 года играет за основную команду «Феникс».

### Футзал
В 2022 году начал играть в высшей лиге Эстонии за «Феникс» из Йыхви.

### Тренерская
В 2011 году закончил государственный университет Молдовы физического воспитания и спорта, специальность тренер по футболу/преподаватель физической культуры, бакалавр. В 2016 году в США получил USSF National D license, а в 2018 году получил USSF National C license. В марте 2022 года переехал жить в Эстонию. С апреля 2022 года работает детским тренером в футбольном клубе «Феникс», тренирует ребят 2011-13 и 2016-18 года рождения, а в сентябре получил лицензию эстонского футбольного союза EJL D. В 2023 году получил тренерскую лицензию УЕФА С. В сентябре 2024 года получил тренерскую лицензию УЕФА Б.

## Достижения
- Победитель Дивизиона «А» (1): 2009/10
- Победитель Дивизиона «Б» (1): 2008/09
- Серебряный призёр второй лиги Эстонии (1): 2023

### Футзал
- Финалист кубка Эстонии (2): 2022/23[9][10], 2023/24
- Финалист Суперкубка Эстонии (1): 2023

## Семья
Женат на Ане Врабие, которая была футболисткой, а сейчас воспитывает троих детей (два сына Лука и Теодор, дочка Элла).